# BMW i3
BMW i3 poznat i kao MegaCity Vehicle od samog početka je zamišljen kao električni automobil za grad koji ima što manje štetnih utjecaja na sam grad i cijeli planet a da to bude udobno i bez napora. Auto je sagrađen od karbonskih vlakana osnaženih plastikom čiji je cilj smanjenje mase. Snaga motora će biti jača od 100kW i bit će uparen s jednobrzinskim mjenjačem, cijeli sklop će biti 50% lakši od klasičnog motora s unutarnjim izgaranjem i klasičnim ručnim mjenjačem. Kada se noga makne s pedale gasa automobil polako usporava a taj okretni moment usporavanja se koristi tako da elektromotor postaje generator i proizvodi energiju te puni bateriju. Takva uporaba energije će povećati autonomiju BMW i3 modela za oko 20 posto. Proizvodnja će početi za 2 godine a već sada su razna testiranja u tijeku.